# Beaurepaire (Sena Marítim)
Beaurepaire és un municipi francès situat al departament del Sena Marítim i a la regió de Normandia. L'any 2007 tenia 435 habitants.

## Demografia

### Població
El 2007 la població de fet de Beaurepaire era de 435 persones. Hi havia 166 famílies de les quals 33 eren unipersonals (22 homes vivint sols i 11 dones vivint soles), 52 parelles sense fills, 77 parelles amb fills i 4 famílies monoparentals amb fills.
La població ha evolucionat segons el següent gràfic:
Habitants censats

### Habitatges
El 2007 hi havia 204 habitatges, 165 eren l'habitatge principal de la família, 31 eren segones residències i 8 estaven desocupats. 172 eren cases i 22 eren apartaments. Dels 165 habitatges principals, 136 estaven ocupats pels seus propietaris, 28 estaven llogats i ocupats pels llogaters i 1 estava cedit a títol gratuït; 2 tenien una cambra, 9 en tenien dues, 10 en tenien tres, 43 en tenien quatre i 101 en tenien cinc o més. 138 habitatges disposaven pel capbaix d'una plaça de pàrquing. A 63 habitatges hi havia un automòbil i a 93 n'hi havia dos o més.

### Piràmide de població
La piràmide de població per edats i sexe el 2009 era:
| Homes | Edats   | Dones |
| ----- | ------- | ----- |
| 0     | 95 o +  | 0     |
| 0     | 90 a 94 | 0     |
| 4     | 85 a 89 | 0     |
| 0     | 80 a 84 | 0     |
| 4     | 75 a 79 | 8     |
| 4     | 70 a 74 | 4     |
| 8     | 65 a 69 | 0     |
| 4     | 60 a 64 | 12    |
| 24    | 55 a 59 | 24    |
| 36    | 50 a 54 | 20    |
| 20    | 45 a 49 | 32    |
| 12    | 40 a 44 | 8     |
| 12    | 35 a 39 | 12    |
| 4     | 30 a 34 | 8     |
| 8     | 25 a 29 | 4     |
| 12    | 20 a 24 | 16    |
| 20    | 15 a 19 | 24    |
| 4     | 10 a 14 | 12    |
| 4     | 5 a 9   | 12    |
| 0     | 0 a 4   | 8     |

## Economia
El 2007 la població en edat de treballar era de 303 persones, 226 eren actives i 77 eren inactives. De les 226 persones actives 212 estaven ocupades (116 homes i 96 dones) i 14 estaven aturades (6 homes i 8 dones). De les 77 persones inactives 37 estaven jubilades, 15 estaven estudiant i 25 estaven classificades com a «altres inactius».

### Ingressos
El 2009 a Beaurepaire hi havia 178 unitats fiscals que integraven 477 persones, la mediana anual d'ingressos fiscals per persona era de 19.390 €.

### Activitats econòmiques
Dels 12 establiments que hi havia el 2007, 1 era d'una empresa alimentària, 2 d'empreses de construcció, 2 d'empreses de comerç i reparació d'automòbils, 1 d'una empresa d'hostatgeria i restauració, 2 d'empreses immobiliàries, 1 d'una empresa de serveis i 3 d'empreses classificades com a «altres activitats de serveis».
Dels 4 establiments de servei als particulars que hi havia el 2009, 1 era un paleta, 1 guixaire pintor i 2 perruqueries.
L'únic establiment comercial que hi havia el 2009 era una carnisseria.
L'any 2000 a Beaurepaire hi havia 8 explotacions agrícoles que ocupaven un total de 150 hectàrees.

## Equipaments sanitaris i escolars
El 2009 hi havia una escola elemental integrada dins d'un grup escolar amb les comunes properes formant una escola dispersa.

## Poblacions més properes
El següent diagrama mostra les poblacions més properes.